# Hospital Franja
L'hospital partisà Franja (pron. «franya»; en eslovè partizanska bolnica Franja) o Hospital Franja (en eslovè bolnica Franja) fou un hospital de campanya que estigué en funcionament a Dolenje Novaki prop de Cerkno durant la Segona Guerra Mundial, concretament des de desembre de 1943 fins al maig de 1945. El complex sanitari militar fou construït al congost de Pasice, un indret de difícil accés. La seva finalitat era tractar els ferits i malalts greus del 9è Cos de l'Exèrcit Partisà Eslovè. Rebé el nom de la Dra. Franja Bojc Bidovec, metgessa i gerent de l'hospital. La part principal de l'hospital, ubicada del congost de Pasice, estava destinada als ferits greus. La infraestructura també comptava amb diverses unitats més petites, aquestes ubicades a la rodalia i destinades a la cura i atenció de ferits lleus. El temps que estigué en funcionament atengué vora 900 combatents de diverses nacionalitats. L'hospital fou declarat monument d'importància nacional l'any 1999, figura a la Llista Indicativa del Patrimoni Mundial de la UNESCO des de l'any 2001 i l'any 2015 rebé el Segell de Patrimoni Europeu.
El 18 de setembre de 2007 una forta tempesta destruí completament tretze dels catorze barracons de la infraestructura. El conserge, que es trobava a l'hospital en el moment de la tempesta, amb prou feines salvà la vida. Només el barracó núm. 9 en quedà pràcticament intacte (on hi havia l'habitació per a oficials ferits, sala per al comissari polític, el magatzem i la fusteria). El xàfec també s'endugué la major part de l'inventari original.
Posteriorment l'Ajuntament de Cerkno i el Ministeri de Cultura de la República d'Eslovènia en finançaren la restauració. Els fons també arribaren de l'estranger i en forma d'aportacions voluntàries. Al lloc en què hi havia hagut els barracons i els objectes originals s'hi posaren rèpliques. Els objectes originals que se salvaren de la tempesta avui són al museu de Cerkno.
L'Hospital Franja fou reobert als turisme el maig de 2010. Actualment Eslovènia treballa perquè el monument sigui inclòs definitivament a la Llista del Patrimoni Mundial de la UNESCO.

## Edificis

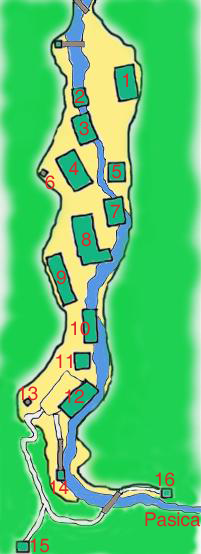
Mapa dels edificis

Acabada la guerra, cadascuna de les instal·lacions fou designada amb un número: 
1. Barracó i búnquer per a ferits
2. Sala d'aïllament
3. Barracó per a les intervencions quirúrgiques
4. Habitació per a metges i habitació per a ferits
5. Barracó de raigs X
6. Magatzem de lliteres
7. Cuina
8. Barracó per a ferits i menjador
9. Magatzem, taller, habitació per a oficials ferits, habitació del comissari
10. Barracons per al personal
11. Bany i safareig
12. Casa per als discapacitats
13. Tanc d'aigua
14. Central elèctrica
15. Espai per a l'enterrament d'extremitats
16. Refugi per ferits